# Гвинейский эскудо
Гвинейский эскудо, эскудо Португальской Гвинеи (порт. Escudo) — денежная единица Португальской Гвинеи в 1914—1974 годах и Гвинеи-Бисау в 1973—1976 годах. Эскудо = 100 сентаво.

## История
Декретом правительства Португалии от 18 сентября 1913 года № 141 с 1 января 1914 года на португальские колонии (Кабо-Верде, Португальская Гвинея, Сан-Томе и Принсипи, Ангола и Мозамбик) было распространено действие декрета от 22 мая 1911 года о введении вместо реала новой денежной единицы — эскудо (1000 реалов = 1 эскудо).
Выпуск новых банкнот был начат в 1914 году, монет — в 1933 году. Банкноты и монеты в реалах продолжали использоваться в обращении и постепенно заменялись денежными знаками в эскудо и сентаво.
1 марта 1976 года в Гвинее-Бисау введена национальная денежная единица — песо Гвинеи-Бисау. Обмен банкнот в эскудо на песо производился 1:1 в течение трёх дней, монеты из обращения не изымались.

## Монеты и банкноты
Чеканились монеты в 5, 10, 20, 50 сентаво, 1, 21⁄2, 5, 10, 20 эскудо.
Выпускались банкноты в 10, 20, 50 сентаво, 1, 21⁄2, 5, 10, 20, 50, 100, 500, 1000 эскудо